# 感知網路
在網路通訊中，感知網路（CN,Cognitive Network）是一種新型數據網路，透過先進技術對幾項研究領域（例如：機器學習，知識表示，電腦網路，網絡管理）以解決一些目前的網絡所面臨的問題。感知網絡是不同於感知無線電，因為它涵蓋OSI模型中的所有层（不像感知無線電只包含1和2層）。

## 歷史
其中一個試圖定義感知網絡概念的是在2005年由托馬斯，達席爾瓦和麥肯齊而且它是基於對克拉克，Partridge，Ramming和弗羅茨瓦夫在知識平面所描述的舊思想.  從那時起，一些研究活動在這地區出現。一項研究和一個編輯的書揭示其中一些努力成果。
啟蒙的飛機是"一種普遍的網絡系統，其建立和維持高水平的模式是什麼樣的網絡應該做的，以提供服務和諮詢，其他元素的網絡" .

## 定義
在文獻中，作者定義的CN作為網絡與認知的過程，可以看到當前的網絡條件，計劃，決定採取行動的條件，借鑒其行動的後果，而下面的所有終端到終端的目標。此循環，循環的認知，感官的環境，根據行動計劃投入的傳感器和網絡策略，決定哪些場景最適合的終端到終端的目的，使用推理引擎，並最終作用於所選擇的方案中所討論上一節。該系統學會從過去（的情況下，計劃，決策，行動），並使用這些知識來提高決策的未來。 
這個定義的CN沒有明確提到的知識網絡，它只是描述的認知循環，並增加了終端到終端的目標，將它從區分CR或所謂的認知層次。這個定義的CN似乎是不完整的，因為它缺乏知識，是一個重要的組成部分所討論的認知系統在, , 以及。
特別是，Balamuralidhar和Prasad 給出了一個有趣的觀點的作用本體知識表示：“持續的性質使這個本體的積極性和魯棒性'忽略的事件'，而單一的特性使終端到終端的適應。”我們認為這種說法必不可少的中樞神經系統等。”我們認為這種說法必不可少的中樞神經系統等。 
在, CN是被視為增強通信網絡，是知識的飛機可以跨越垂直層以上（使利用跨層設計）和/或水平不同的技術和節點（包括異構環境）。知識飛機至少需要兩個因素：
- 一個代表性的相關知識範圍（設備，均質網絡，異構網絡等）。
- 一個感知循環它利用人工智慧技術，它的內部狀態（學習技術，決策技術等）

## 外部連結
- "IEEE Technical Committee on Cognitive Networks"
- "Alcatel-Lucent Chair in Flexible Radio - Theoretical Foundations of Flexible Radios" （页面存档备份，存于）